# 卫东水库
卫东水库是中国重庆市涪陵区境内的一座水库，位于乌江支流蒲江河上，建于1979年。水库正常库容为772万立方米，集雨面积为26平方千米，海拔为721.44米。